# Beachhandball-Europameisterschaft der Männer 2009
Die Beachhandball-Europameisterschaft 2009 fand in Norwegen statt. Austragungsort war Larvik.

## Vorrunde

### Gruppe A
Die vier Gruppenbesten (Russland, Dänemark, Norwegen und Türkei) sind für die Hauptrundengruppe I qualifiziert.
| Pl. | Team     | Sp. | S | U | Tore    | Diff. | Pkt. | Anmerkung                       |
| --- | -------- | --- | - | - | ------- | ----- | ---- | ------------------------------- |
| 1.  | Russland | 5   | 5 | 0 | 244:175 | +069  | 10   | für die Hauptrunde qualifiziert |
| 2.  | Norwegen | 5   | 3 | 2 | 179:162 | +017  | 6    | für die Hauptrunde qualifiziert |
| 3.  | Dänemark | 5   | 3 | 2 | 166:155 | +011  | 6    | für die Hauptrunde qualifiziert |
| 4.  | Türkei   | 5   | 2 | 3 | 175:187 | −012  | 4    | für die Hauptrunde qualifiziert |
| 5.  | Schweden | 5   | 1 | 4 | 144:237 | −093  | 2    | ausgeschieden                   |
| 6.  | Ukraine  | 5   | 1 | 4 | 197:189 | +08   | 2    | ausgeschieden                   |

### Gruppe B
Die vier Gruppenbesten (Spanien, Ungarn, Kroatien und Polen) sind für die Hauptrundengruppe II qualifiziert.
| Pl. | Team     | Sp. | S | U | Tore    | Diff. | Pkt. | Anmerkung                       |
| --- | -------- | --- | - | - | ------- | ----- | ---- | ------------------------------- |
| 1.  | Spanien  | 5   | 4 | 1 | 256:201 | +055  | 8    | für die Hauptrunde qualifiziert |
| 2.  | Ungarn   | 5   | 4 | 1 | 209:176 | +033  | 8    | für die Hauptrunde qualifiziert |
| 3.  | Kroatien | 5   | 3 | 2 | 261:185 | +076  | 6    | für die Hauptrunde qualifiziert |
| 4.  | Polen    | 5   | 2 | 3 | 176:248 | −072  | 4    | für die Hauptrunde qualifiziert |
| 5.  | Schweiz  | 5   | 2 | 3 | 182:188 | −06   | 4    | ausgeschieden                   |
| 6.  | Italien  | 5   | 0 | 5 | 129:215 | −086  | 0    | ausgeschieden                   |

## Zwischenrunde

### Gruppe I
Aus der Vorrunde wurden die Punkte aus der Begegnung mit dem zweiten qualifizierten Team in die Zwischenrunde mitgenommen. Somit nehmen in der Gruppe I Russland und Ungarn je einen Punkt mit, Norwegen und Polen starten mit 0 Punkten.
Die vier Gruppenbesten (Spanien, Ungarn, Kroatien und Polen) sind für die Hauptrundengruppe II qualifiziert.
| Pl. | Team     | Sp. | S | U | Tore    | Diff. | Pkt. | Anmerkung                       |
| --- | -------- | --- | - | - | ------- | ----- | ---- | ------------------------------- |
| 1.  | Russland | 3   | 3 | 0 | 142:103 | +039  | 6    | für die Hauptrunde qualifiziert |
| 2.  | Norwegen | 3   | 2 | 1 | 115:105 | +010  | 4    | für die Hauptrunde qualifiziert |
| 3.  | Ungarn   | 3   | 1 | 2 | 121:114 | +07   | 2    | für die Hauptrunde qualifiziert |
| 4.  | Polen    | 3   | 0 | 3 | 87:143  | −056  | 0    | für die Hauptrunde qualifiziert |

### Gruppe II
Aus der Vorrunde wurden die Punkte aus der Begegnung mit dem zweiten qualifizierten Team in die Zwischenrunde mitgenommen. Somit nehmen in der Gruppe II Kroatien und Dänemark je einen Punkt mit, Türkei und Spanien starten mit 0 Punkten.
Die vier Gruppenbesten (Spanien, Ungarn, Kroatien und Polen) sind für die Hauptrundengruppe II qualifiziert.
| Pl. | Team     | Sp. | S | U | Tore    | Diff. | Pkt. | Anmerkung                       |
| --- | -------- | --- | - | - | ------- | ----- | ---- | ------------------------------- |
| 1.  | Kroatien | 3   | 3 | 0 | 151:110 | +041  | 6    | für die Hauptrunde qualifiziert |
| 2.  | Spanien  | 3   | 2 | 1 | 131:131 | +0    | 4    | für die Hauptrunde qualifiziert |
| 3.  | Dänemark | 3   | 1 | 2 | 105:128 | −023  | 2    | für die Hauptrunde qualifiziert |
| 4.  | Türkei   | 3   | 0 | 3 | 109:127 | −018  | 0    | für die Hauptrunde qualifiziert |

## Viertelfinale
Aus der Tabelle der Zwischenrunde ist anhand der Platzierung die überkreuzpartie für das Viertelfinale bestimmt. In der Zwischenrunde scheiden keine Teams aus, sie spielen lediglich den möglichst guten Tabellenplatz aus um im Viertelfinale einen vermeintlich leichteren Gegner zu bekommen.

## Halbfinale
Im Halbfinale treffen die jeweiligen Sieger der Viertelfinals aufeinander.

## Spiel um Platz 3
Im Spiel um Platz 3 treffen die jeweiligen Verlierer der Halbfinals aufeinander.

## Finale
Im Finale treffen die jeweiligen Sieger der Halbfinals aufeinander.

## Endtabelle
Neuer Europameister im Beachhandball 2009 ist Kroatien
| Platz | Team     |
| ----- | -------- |
| 01.   | Kroatien |
| 02.   | Russland |
| 03.   | Ungarn   |
| 04.   | Dänemark |
| 05.   | Spanien  |
| 06.   | Norwegen |
| 07.   | Norwegen |
| 08.   | Türkei   |
| 09.   | Polen    |
| 10.   | Schweiz  |
| 11.   | Italien  |
| 12.   | Schweden |